# Rachilde
Rachilde, pseudonimo di Marguerite Eymery (Chateau l'Eveque, 11 febbraio 1860 – Parigi, 4 aprile 1953), è stata una scrittrice francese.
Nacque nel sud-ovest francese di Château-l'Évêque, in Dordogna. Sostenne, in forme espressive tra le più radicali, la poetica del decadentismo.
Pubblicò anche sotto gli pseudonimi di "Jean de Childra" e "Jean de Chibra".
Soprannominata "Mademoiselle Baudelaire" da Maurice Barrès e definita "un distinto pornografo" da Jules Barbey d'Aurevilly, Rachilde è una delle più conturbanti figure letterarie emerse in Europa tra il XIX e XX secolo. La sua produzione più nota comprende i romanzi Monsieur Vénus (1884), La Jongleuse (1900, rev. 1925) e il saggio Pourquoi je ne suis pas féministe (1928), ove afferma: "non ho mai avuto alcuna fiducia nelle donne in quanto l'eterno femminino mi ha tradito per primo in veste materna."
Bisessuale, irriverente e socialmente indipendente, nei suoi biglietti da visita si poteva leggere: "Rachilde - Uomo di lettere". Secondo Petra Dierkes-Thrun, docente del Department of Comparative Literature dell'Università di Stanford, Rachilde ha avuto un ruolo chiave ma non ancora pienamente riconosciuto nel plasmare l'eredità di Oscar Wilde. Così, la figura dell'Oscar Wilde che rappresentativamente  oggi riconosciamo, rifletterebbe, in sostanza, le determinazioni, mediatrici, di Rachilde. Nel periodo in cui Wilde era, in ambito continentale europeo, poco più che 'una battuta', Rachilde scrisse articoli che difendevano l'amore omosessuale, ed esaminando l'opera di Wilde ne commissionò nuove traduzioni dei  romanzi e delle opere teatrali. Senza Rachilde, che avviò uno dei più influenti salotti culturali nella Parigi del suo tempo, che curò, assieme a Remy de Gourmont e Alfred Vallette, una delle riviste letterarie più significative nell'Europa d'ogni tempo, il "Mercure de France", scrive Dierkes-Thrun che l'eredità di Wilde sarebbe stata molto diversa.
Scandalosa in gioventù, insultata dai moralisti, nonché dalle prime femministe, le sue opere ignorate o dimenticate negli anni dopo la morte, Rachilde oscilla tra decadenza e modernismo letterario e tra una misoginia virulenta e una profonda convinzione del suo proprio valore femminile.

## I primi anni
Marguerite Eymery nasce nel febbraio del 1860, unica prole del matrimonio in gran parte infelice dei suoi genitori. Il padre è un funzionario militare che avrebbero preferito un figlio maschio al posto suo, mentre la madre è una donna eccentrica seguace dello spiritismo che poco si cura di lei.
Marguerite è una lettrice vorace sin dalla più giovane età, la mancanza di sorveglianza da parte dei genitori le diede campo libero nella biblioteca del nonno, dove molte letture - in quegli anni - sarebbero state considerate non adeguate per una ragazza. La produzione giovanile che ci è pervenuta mostra come fosse una scrittrice accanita sin dai dodici anni, teneva infatti un quaderno di appunti e pubblicava i suoi primi racconti in un giornale locale. In questi scritti la giovane Marguerite mostra interesse verso l'identità sessuale e le problematiche relative alle questioni di genere, temi che emergeranno di volta in volta nelle sue opere della maturità. Non aveva ancora sedici anni quando comincia a scrivere pezzi commissionati di narrativa e saggistica per la stampa locale usando lo pseudonimo di "Rachilde". Sosteneva che il nome era stato suggerito da un nobiluomo svedese che l'aveva contattata in modo soprannaturale e le dettava i suoi racconti, il che era presumibilmente un elaborato stratagemma per fare pensare alla madre che lei non era veramente responsabile per i temi scandalosi che trattava.

## Maturità e trasferimento a Parigi
Nel 1878, partì per Parigi contro la volontà del padre, ma accompagnata dalla madre come chaperon. Gli anni 1880 furono un periodo d'oro della letteratura a Parigi. L'aumento dei livelli di alfabetizzazione generale, i progressi nella tecnologia della stampa e la 'Haussmannisazione' della città furono tutti elementi che si combinarono insieme creando un clima che rese possibile la pubblicazione di più di cinquanta quotidiani e molte piccole riviste letterarie.
Rachilde e suo marito, Alfred Vallette, fondarono e lavorarono in una di queste, il Mercure de France, dove apparvero le sue prime recensioni e i primi saggi. L'essersi trasferita a Parigi permise anche a Rachilde, per la prima volta, di far parte di un gruppo di artisti la cui sensibilità coincideva con la sua. Il suo primo romanzo Monsieur de la Nouveauté fu pubblicato nel 1880 con un'introduzione di Arsène Houssaye, seguito poco dopo dallo sviluppo di un circolo letterario di decadenti e simbolisti. All'interno di questo cerchio, Rachilde si considerava un lupo mannaro: iconoclasta, impaziente di preoccupazioni piccolo-borghesi, e sprezzante della "folla imbecille" che, per lei, è sempre stata contro l'individuo (Face à la peur, 1942).
Anche se Rachilde scelse di sposarsi, la sua esperienza erotica rimase sempre atipica, per l'epoca in cui visse, riflesso del suo costante interesse per esperienze di piacere spregiudicate. Rachilde, rinnovando i fasti dei modi di George Sand, si faceva notare indossando di frequente abiti maschili, con ciò deliberatamente violando l'allora Legge francese.. Del resto, Rachilde aveva avuto esperienze erotiche con donne già prima del suo matrimonio.
Nel 1884, Rachilde scrisse e pubblicò Monsieur Venus, la storia di una nobildonna che preferisce vestirsi da uomo, che prende come amante un squattrinato sarto di fiori artificiali, e lentamente ma inesorabilmente trasforma le sue caratteristiche maschili in tratti femminili. La conclusione della storia dove sia il divario di genere e le distinzioni tra umani e non umani si confondono, resta estremamente inquietante e quasi preveggente in termini di recenti dibattiti intorno all'incarnazione. L'opera è pionieristica per quanto riguarda i temi femministi. Ha anche un'ispirazione autobiografica perché è noto come Rachilde avesse l'abitudine di indossare ella stessa abiti da uomo., arrivando persino nel 1885 a chiedere e ottenere il permesso dalla Prefettura di polizia per poter andare in giro travestita.

## Simbolismo e decadentismo
Simbolismo e decadentismo hanno avuto luogo nel corso del tardo XIX secolo e all'inizio del XX secolo. Sono visti come parte del movimento più grande dell'arte d'avanguardia. Il Simbolismo si concentra sull'uso di personaggi, oggetti di scena ed eventi che non servono alla trama, ma piuttosto rappresentano idee complesse. Il Simbolismo utilizza esperienze sensoriali per spiegare ciò che non può essere comunicato attraverso le parole. Spesso coinvolge ricordi, sogni o eventi soprannaturali / spirituali. È nato come risposta al movimento dell'arte naturalista che aveva dominato il mondo dell'arte europea per tutto il fine del diciannovesimo secolo. Mette per primo in discussione l'idea di realtà, verità e normalità che era stata così semplice nell'arte naturalistica. L'arte decadente si concentra sulla glorificazione di tutte le forme di esperienza sensuale. L'utilizzo estremo del dolore e della miseria in una luce romantica. Il Decadentismo, insieme al movimento simbolista, si oppone alla società tradizionale e al pensiero mainstream.
Rachilde e suo marito, Alfred Vallette, furono tra le personalità più influenti del simbolismo e del decadentismo a Parigi. Fondarono, assieme a Remy de Gourmont, il Mercure de France, nonché una casa editrice per giovani talenti. Rachilde e il marito animarono gli incontri noti come "salotti" ogni Martedì pomeriggio durante i quali giovani artisti potevano incontrare scrittori affermati. Ciò contribuì a lanciare la carriera di molti scrittori di rilievo. Uno degli scrittori più noti partecipanti a questi incontri fu Oscar Wilde, che è stato ispirato in parte dal libro di Rachilde Monsieur Venus.  Un altro famoso partecipante fu Alfred Jarry, il drammaturgo autore del capolavoro d'avanguardia Ubu Roi. Rachilde contribuì anche al successo del Theatre de I'Ouvre e del Theatre d'Art, scrivendo recensioni sugli spettacoli teatrali nella sua rivista.
Rachilde scrisse anche diverse opere teatrali di rilievo nel mondo simbolista. La più nota e importante delle sue opere teatrali è stata l'atto unico L'Araignée de Cristal o Il cristallo del ragno che debuttò nel 1892.  Quest'opera mostra una madre e un figlio, in preda al terrore, mentre parlano di uno specchio fracassato. L'opera è famosa per l'uso dei ruoli di genere e il simbolismo dello specchio. In esso, lo specchio non riflette semplicemente la persona di fronte ma circonda e crea un abisso insondabile.
Muore, pressoché dimenticata dalle nuove generazioni letterarie, a Parigi il 4 aprile 1953, all'età di 93 anni.

## Opere
- 1880 Monsieur de la Nouveauté
- 1884 Monsieur Vénus (Brussels: Auguste Brancart, 1884[7] in due "prime" edizioni;[8][9] Paris: Flammarion, 1977)
- 1885 Queue de poisson (Brussels: Auguste Brancart, 1885[7])
- 1885 Nono (Paris: Mercure de France, 1997)
- 1887 La Marquise de Sade (Paris: Mercure de France, 1981)
- 1890 La Voix du Sang
- 1891 Madame la Mort
- 1892 L'Araignée de Cristal
- 1893 L'animale (Paris: Mercure de France, 1993)
- 1899 La tour d'amour (Paris: Mercure de France, 1994)
- 1900 La Jongleuse (Paris: Des femmes, 1982)
- 1934 Mon étrange plaisir (Paris: Éditions Joëlle Losfeld, 1993)

### Edizioni italiane
La torre d'amore, a cura di Marina Geat, trad. it. di Sara Concato, Edizioni Croce, Roma, 2024.